# 웨일스 공녀 오거스타
아우구스타 폰 하노버(Augusta von Hannover, 1737년 7월 31일 ~ 1813년 3월 23일)는 브라운슈바이크-볼펜뷔텔 공 카를 빌헬름 페르디난트의 아내이다.

## 생애
1737년 영국의 세인트 제임스 궁전에서 웨일스 공 프레더릭 루이스와 그 아내 작센고타의 아우구스타 사이에서 장녀로 태어났다. 그녀는 아버지의 뒤를 이어 왕위 계승 서열 2위의 공주였기 때문에 어려서부터 세심한 주의 속에 키워졌고, 1761년부터 그녀의 결혼 협상이 시작되었다.
1764년 오거스타는 자신이 태어난 세인트 제임스 궁전에서 브라운슈바이크 공 카를과 결혼했다. 그러나 그녀는 브라운슈바이크에서의 생활을 지루하게 여겼고 첫 번째 아이가 태어나자마자 영국으로 돌아가버렸다. 브라운슈바이크에 그녀를 위한 궁전이 지어진 1768년에야 브라운슈바이크로 돌아왔다. 전형적인 정략결혼이었던 오거스타와 카를은 서로에게 무관심했고 카를은 공공연히 애인을 두었다. 두 사람의 원만치 못한 부부생활과 더불어 오거스타가 낳은 아들들에게는 장애가 있었다. 이 때문에 브라운슈바이크 궁정 안팎에서 오거스타에 대한 평판은 몹시 좋지 않았다.
1806년 프로이센과 프랑스가 전쟁을 시작하자 뛰어난 군인이었던 카를은 일흔을 넘긴 고령에도 불구하고 프로이센군의 지휘관을 맡았다. 그러나 그는 예나-아우어슈테트 전투에서 치명상을 입고 며칠 뒤 사망했다. 오거스타는 아이들과 함께 유틀란트반도로 몸을 피했다. 이후 남동생 조지 3세의 허락을 받아 영국으로 이주했으며 딸 캐롤라인과 함께 살았지만 이내 근처에 다른 집을 구해 죽을 때까지 그곳에서 살았다.

## 자녀
- 아우구스테 카롤리네(1764~1788) 뷔르템베르크 공자비
- 카를 게오르크(1766~1806)
- 카롤리네 아말리에(1768~1821) 영국 왕비(조지 4세와 결혼)
- 게오르크 빌헬름(1769~1811)
- 아우구스트(1770~1882)
- 프리드리히 빌헬름(1771~1815) 브라운슈바이크볼펜뷔텔 공
- 아멜리에 카롤리네(1772~1773)